# Żychowka (wieś)
Żychowka (ros. Жиховка) – wieś (ros. деревня, trb. dieriewnia) w zachodniej Rosji, w sielsowiecie skoworodniewskim rejonu chomutowskiego w obwodzie kurskim.

## Geografia
Miejscowość położona jest nad rzeką Żychowka, 2,5 km od centrum administracyjnego sielsowietu skoworodniewskiego (Skoworodniewo), 25 km od centrum administracyjnego rejonu (Chomutowka), 90 km od Kurska.

## Demografia
W 2015 r. miejscowość zamieszkiwały 24 osoby.